# Салманли
Салманли (на гръцки: Σαλμώνη, Салмони) е село в Гърция, разположено на територията на дем Марония-Шапчи, област Източна Македония и Тракия.

## География
Селото е разположено на южните склонове на Родопите.

## История
Към 1942 година в селото (Сапманлий) живеят 12 помаци. Към днешна дата населението изповядва исляма и е с турско самосъзнание. В селото има джамия.